# S・A
『S・A』（スペシャル・エー）は、南マキによる日本の少女漫画作品。

## あらすじ
ライバルの滝島彗に勝つため、超金持ちエリート校の白選館学園に入学した華園光。「打倒・滝島！」に燃える万年2位の光だが、彗には未だ1度も勝てずに振り回されてばかり。特別クラスのSA（スペシャル・エー）組の仲間達と周囲を取り巻く人々との友情とそれぞれの恋の物語である。

## 登場人物
声優は、まんがDVD、もしくはドラマCD版 / テレビアニメ版の順。また声優1名だけの記載の場合はテレビアニメ版のみで、ドラマCD版には登場しなかった（または台詞がなかった）ことを示す。

### 白選館高校
主な登場人物が通う超エリート学校高等部。白選館学園自体は幼稚舎～高等部まであり、大学があるかは不明。優秀な人材を数多く輩出してきた伝統を誇る名門校。金持ちばかりが通っており、クラス分けは能力別・成績別という独自の制度がある。A～F組まで分かれており、A組のみ学年1位～7位までが入れる7名編成のクラスである。
3学年中、最も優秀なA組の7名のみが、専用の制服の着用を許可されており、成績さえ維持できれば授業に参加するかしないかは自由な上に、校舎や施設までもが別という数々の特別待遇を与えられている。そのA組は通称SA（スペシャルエー）と呼ばれており、学校中のみならず他校や他県からも有名で憧れの存在である。

#### S・Aメンバー
華園 光（はなぞの ひかり）
声 - 浅野真澄 / 後藤邑子
3月20日生まれのO型。身長155cm。家族構成：父（次郎）・母（昌子）・兄。好きな食べ物：おにぎり。
1-SA→3-SA。学年2位（一度中間考査で13位、庵にも一度だけ抜かれて3位）。金持ちだらけの作中では珍しく、庶民であり大工棟梁の娘。
本作の主人公で万年2位。「放課後☆滝島CLUB」の副会長。それを長所と自称するほどに誰よりも努力家で、曲がった事が大嫌い。裏表のない素直な性格で嘘が下手。勝負事が大好きで常に前向きだが少々考えなしな所も。お人好しで困っている人を見るとほっておけないため、いつも周囲を（主に彗）を巻き込む。祭りややぐら、神輿が大好き。
長い黒髪が特徴的な美人で赤いドレスが良く似合うらしいが、中身や話し方は外見に反して女らしいとは言えず、がさつで少し乱暴（母親にはゴリラやブルドーザーに例えられたり、嫁の貰い手がないと嘆かれていた）。口調は「～だな」「～だぞ」「お前は～」など特徴的。何かをしでかしてしまった時や頼み事をする時は、誠意を表し正座する事が多い。
プロレスを幼い頃からやっており、ファンキュ兄弟のファン。お兄ちゃん子で甘える時はプロレス技を掛ける。彗の父親とは会うたびにプロレス技を掛け合っている。自信があったプロレスで彗に負けた事をきっかけに「打倒・滝島」を目標としている。父親に頭を下げて、学費の高い白選館の初等部に入学したのもそのためである。
大工の娘だけあって手先は器用。意外にも裁縫は得意だが料理は得意でなく、カレーを作ると雑巾を絞ったような味がしたり、握ったおにぎりがあり得ない重量をしていたりする、破壊的な料理の腕の持ち主。爆発が起きる事もある。
熱を出したり酒を飲むと普段では考えられないほど甘えん坊になるが、当人は全く覚えていない。なお、間違えて酒を飲んだ時は凶暴性も増していた。
他人の表情や想いには敏感だが、自身の恋愛面に関しては非常に鈍感で他人からの好意には全く気が付かない。ある事をきっかけに彗の事が好きだと自覚したが、誤解や横槍が入りなかなか結ばれなかった。最終的に彗とは両思いになり付き合う事となったが、様々な理由から前途多難な上、父親の仕事の都合で九州に行く事になる。
滝島 彗（たきしま けい）
声 - 神谷浩史（まんがDVD）、鈴村健一（ドラマCD） / 福山潤（幼少期 - 清水香里）
11月22日生まれのA型。身長175cm。家族構成：父・母・弟。好きな食べ物：光が作ったもの、煮物
1-SA→3-SA。学年1位。滝島グループ社長子息。明と八尋とは幼馴染。
「放課後☆華園CLUB」の会長らしい。一度見たものは一度で覚えられ、何でも完璧にこなす超人であるが、光の事となると全く上手くいかず、10年近く片思いしていた。眼光が鋭く基本的に無表情であるが、光に関わる事となると喜怒哀楽が激しくなる。普段は誰に対しても敬語で話すが、光に関わる事で激怒すると口調が荒くなる事も。色素が薄く睫毛が長い美形であるため女子からかなり人気があるが、やはり光以外には興味がない。不器用で言葉足らずなため他人に本心を伝えるのが苦手だが、彗なりに家族や友人を大切に思っている。
父から仕事の手伝いをよく頼まれるため、高校生ながら重要な会議などに出席する事もある。その超人さゆえ、弟の翠にさえ気味悪がられ避けられていると思っていたが、光を通して誤解も解けて仲良くなった。幼い頃から同年代の子供と遊んでも彗の超人さに相手が付いていけず泣き出すため、彗自身も株の動きを見るなど一人でいる方が楽しい子供だった。
6歳の頃に父親同士のプロレス繋がりで光と出会い、プロレスで勝負する事になるが呆気なく彗が勝つ。だが光は再度勝負を申し出てたばかりか、負けても負けてもしつこく勝負を挑んできたため、今まで出会った人間と違う光が気になり始める。初めは光が理解できずにイライラしてしまい、会うのも嫌なほど苦手にしていた。
次第に自分に向かい合い、何度も勝負を申し込んでくる真っ直ぐな光を好きになる。光の事をわざと「二位さん」と呼んでからかって煽り、怒った光に追いかけて貰えるのを喜んでいる。光のためならどんな無理や困難でも厭わない。あまりにも鈍過ぎる光にイヤミを言う事もあるが、もちろん鈍過ぎて伝わらずに余計にショックを受ける事も。全校生徒の前で公開告白しても光本人に伝わらないほど報われず、自分の行動が光を怖がらせていると誤解して離れようともした。最終的には光と付き合う事になった。
2年生になって転入してきた庵が光と仲良くなってゆく様子を見て、ヤキモチを妬き「常盤 庵、抹殺」を目標にした。光に近付く男には容赦せず、光の兄すらも危険視しているほど非常に嫉妬深い性格である。
光から九州行きを告げられた際は理解を示したかに見えたが、実は納得しておらず「九州には行かせない」とSAや八尋達を道連れにして、ある計画を提案する。
アニメでは原作よりも表情豊かである。
狩野 宙（かりの ただし）
声 - 森田成一 / 下野紘
9月9日生まれのB型。身長169cm。家族構成：父・母（白選館理事）・祖父。好きな食べ物：甘いもの全般（明の手作りが特に）。
1-SA→3-SA。学年5位。（庵の転入により6位）。白選館学園理事長子息。
考査の成績で学年5位以下をとると理事長である母・菫に「すまき」にされる罰を受ける（アニメでは「バンジージャンプの刑」だった）。
いつも自然体な野生児で団体行動が苦手。マイペースで単純であり、込み入った話やややこしい話が嫌い。歯に衣着せぬ言動が多く、考えなしに見えるが洞察力は鋭い。放浪癖があり自然が大好きで、特に山が好き。SAで唯一、バイクの免許を持っている。比較的SAの中では庶民地味た感覚があり、光とはよく気が合う。
明に対して余計な一言を言っては殴られるシーンが多く周りが不憫がる事もあるが、殴ってきたり反撃してこない＝元気のない明が苦手。一方で明の作る菓子が好き。明からの告白により、付き合う事になる。
SA内では年相応の健全な男子高校生であり、ちょっとした機会にさりげなくエロトークを振るが空振りに終わる。何かにつけてタイミングが悪く、偶然だが光と彗がいい感じの時に何度も邪魔をしてしまい、よく彗にも殴られてしまう。
両親は共に物凄いフェロモンの持ち主だったとされるが、全く遺伝されなかった様子。しかしSAがモデル集団のようだと言う表現が数回ある事から美形と推測され、黒泉学園理事長の孫娘からは狙われている。
コミックス巻末おまけマンガ「それゆけ宙くん」では、自分の人形「僕 宙」を使って遊んでいるが、他の登場人物らからは白い目で見られている。
東堂 明（とうどう あきら）
声 - 浅川悠 / 生天目仁美
4月19日生まれのB型。身長159cm。家族構成：父・母。好きな食べ物：クロワッサン・エクレア・メレンゲ。
1-SA→3-SA。学年6位。（庵の転入により7位）。航空会社社長令嬢。彗と八尋とは幼馴染。
マイセムの茶器がお気に入り。ティータイムをこよなく愛している。黒髪ショートヘアの大人びた美人だが女の子や可愛いものが好きで、光は特別大好きなため何かと彗の邪魔をしている。イベントや派手な催しものが好きらしい。
不注意から宙に好きな事がバレてしまい、そのまま告白してSA内初のカップルとなった。鈍感（と明は思っていた）な宙にヤキモチを妬かせるために、彗と光に手伝ってもらった事がある。ただしこの時のWデートでは、宙と光が楽しそうにしていた。
幼い頃は泣き虫で高圧的な八尋に怯えており、彗は我関せずな上、八尋が影で働きかけるため友人が出来ずにいつもひとりぼっちだった。しかし心の奥底では仲の良い普通の幼馴染に憧れており、絵本の仲良しな幼馴染3人組と自分たち3人を重ねていた。そんな時に八尋を怖がらずに近寄ってきた光と友人になり、光の影響を受け、長かった髪をバッサリ切って八尋に勝負を挑む。ある誤解から八尋を嫌っており、勝利した後は自分から遠ざける事に成功する。それからは普通に友人を作れるようになり、彗にも少しずつ憎まれ口を叩けるようになった。
光をきっかけに再び八尋と彗との3人での交流が始まり、3人の関係が少しずつ変化し始めた事に気がついていた。後に八尋とも普通に会話するようになる。このため自分や周囲に影響をもたらす光を特別視していて、友人の中でも特に大切にしている。今では大抵の事は言えるようになり、どちらかと言えば喜怒哀楽の激しい性格となった。
山本 芽（やまもと めぐみ）
声 - 仲西環 / 高垣彩陽
2月14日生まれのAB型。身長152cm。家族構成：父・母（鈴40歳）・双子の弟。好きな食べ物：イチゴ・のど飴。
1-SA→3-SA。学年4位。（庵の転入により5位）。天才音楽一族の令嬢。
ウェーブの茶色のロングヘアーで歌手にスカウトされるほど容姿は可愛い。
両親が海外を飛び回っているため純と二人暮らし。そのため、幼い頃から一緒にいる竜にべったりで兄のように慕っている。基本的には大人しくてのんびり屋だが、竜が絡むと場合によっては激しい性格となる。寂しがりやで、千歳やフィンが竜に懐いた時はヤキモチを妬いていた。感受性が豊かで他人の表情や変化に気がつくのが早い。テストでは開始5分で寝てしまうため、竜を心配させている。
喉を大事にしているため、会話は全てスケッチブック（後に八尋から貰った書いたり消したりできるボードになる）での筆談で行う。歌う事やオペラなどが大好きだが、天才的すぎる歌唱力のため制御できないまま歌うと、一般人には破壊的な歌声となってしまう。作中後半、八尋のおかげで美しい歌声で歌えるようになってきている。番外編ではブ・ドー館でライブまでするほどになった。
明と宙が付き合っているのが八尋に知れると何をされるかわからないと誤解して、彼女が出来れば手出ししないだろうと八尋に近づいたが、それをきっかけに八尋に惹かれていく。上記の理由から滅多に声を出して話さないが、八尋が絡むと思わず声を出して話してしまう事がある。片思いだが健気でめげない。アプローチは積極的にしているが、両思いになれなくてもいい、と八尋の幸せを願っている。そんな芽に戸惑いつつも八尋も惹かれ始める。
ウサギが好きらしい。偶然だが、八尋が桜と友人になるきっかけを作ったのはウサギのヤッピーであったし、八尋が彗や光をからかう時によくウサギの着ぐるみ（ヤッピー）を利用している。
ファンブックにて片付けられない女だという事が発覚した。
山本 純（やまもと じゅん）
声 - 保志総一朗 / 代永翼
2月14日生まれのAB型。身長167cm。家族構成：父・母（鈴40歳）・双子の姉。好きな食べ物：ルッコラが入ったサラダ。
1-SA→3-SA。学年3位。（庵の転入により4位に）。天才音楽一族の子息。芽の双子の弟。
線の細い美少年。
両親が海外を飛び回っているため芽と二人暮らし。そのため、幼い頃から一緒にいる竜にべったりで兄のように慕っている。芽同様、基本的には大人しくてのんびり屋だが、竜が絡むと場合によっては激しい性格となる。寂しがりやで、千歳やフィンが竜に懐いた時は芽と共にヤキモチを妬いていた。感受性が豊かで他人の表情や変化に気がつくのが早い。テスト中はすぐに飽きてしまい、鉛筆を鼻の下でくわえて足をぶらぶらさせているため、竜を心配させている。
芽のようにスケッチブックで会話するほどではないが寡黙。だがスーパー銭湯にハマった際は、光に良さを説明するため普段からはありえないほど饒舌になった。バイオリンが好きだが、天才的すぎる音楽の才能ゆえコントロールできずなかなか上手く弾けない。桜相手に一生懸命練習している。
子供の頃にテレビで見た「女性の前であがってしまう人が積極的になる」という催眠術にかかってしまい、女性にキスをされると性格が変わる（裏☆純）。桜にアプローチされるうちに次第に桜を好きになるが、桜と目を合わせるだけで裏☆純と普段の純が入れ替わってしまうようになり、逃げ回っていたがはっきりと気持ちを伝えることで乗り越えた。現在は桜と付き合っている。
辻 竜（つじ りゅう）
声 - 野島裕史 / 堀江一眞
5月4日生まれのA型。身長186cm。家族構成：父・母・姉（忍18歳）。好きな食べ物：辛いもの全般。
1-SA→3-SA。学年7位。（庵の転入により8位）。スポーツメーカー社長子息。
芽・純だけでなく動物やチビっ子に異様に懐かれる体質を持っており、面倒見もいい。動物の事になると人が変わりムツゴロウさんのようになる。また、男でも惚れてしまうような微笑みの持ち主らしい。
芽・純をとても大切にしている。フィンも懐いたため、後日芽・純とフィンが竜の取り合いで勝負になった事がある。無意識に何気ない言葉で人をメロメロにしている時がある（天然タラシ）。頼りがいのある性格で落ち着いており、SA内で最も気を遣っている人。
SA最下位なので他クラスの生徒からは軽く見られがちだが、本来はもっと上を狙える実力を兼ね備えている。ただ苦労性のため実力が発揮される事がない。考査の成績が毎回学年7位になるのは、芽と純のテスト態度が原因である模様。十分個性的な人間だが、登場人物らのキャラが濃すぎてSA一まともな性格に見える。
幼い頃、忍に首に紐を巻かれて犬の散歩ごっこをされて以来、首に何かを巻くのがトラウマになりネクタイを締める事がない。忍にはちょっと変わった姉弟愛を向けられている。
フィンが光と結婚するために協力する事となり、偶然フィンの秘密を知ってしまう。それ以来異性として意識し、さらに後にフィンと付き合うようになるが、まともな女性になろうとしているフィンにどう接していいか困惑する日々を送る。
アニメ版では高層マンションに住んでいるが、なぜか象も収容できる広大な温室動物部屋がある。

#### その他の生徒
筧 肇（かけい はじめ）
声 - 藤田圭宣
2-A→卒業。学年1位。
生徒会長だが人気は全くなく、ほとんどの生徒が知らない。幼い頃は神童と呼ばれていた。長く入院していたため進級が危うかったが、金の力で進級した黒い人。最初はSAの人気ぶりを妬み潰そうとしていたが、次第に光に好意を抱き始め彗と光の邪魔をしようとした。ある事件がきっかけで光の作るおにぎりがトラウマとなった。SA&生徒会主催のレセプションでたこ焼きをがっついて食べたために再度入院した。その原因は彗にあるらしいが、詳しくは明かされていない。
自身の卒業式では卒業生総代を務めたが、ここでもSAの面々に喰われてしまいやはりいつかSAを潰すと叫んでいた。
柴崎 猛（しばさき たける）
1-B。学年8位。
テストの問題用紙をコピーしようとしていたところを、偶然光と彗に見つかり長い期間停学となった。これによりF組に格下げされた。後にSAのメンバーはどうしていつも同じ順位なのか、理事長子息の宙が裏で何かしているのではないかと疑いだし、乗せやすいという理由から光を通じて勝負を申し込んだ。SAの中では一応最下位という事で竜に自分で作ったテストを解かせたが、あっさり負けた。
フィン＝クープ＝シュゼット2世
12月30日生まれのO型。2-C→高校3年生。家族構成：父（国王）・母（王妃）・弟（王子）。好きな食べ物：チョコレート。
金髪碧眼。ある小国の王子。
日本語で話す時は変なエセ関西弁で話す。理想にぴったりの光を嫁にするため、白選館高校に通う事になった。その理想とは「長い黒髪美人で赤いドレスが良く似合って言葉遣いが少し乱暴で元気な日本人女性」であり、自分の母親の事である（王妃の写真は光にそっくりだった）。光を気に入っていたため、彗をストーカー呼ばわりして反発している（最初は光を除く他のSAにも暴言を吐いたり衝突していた）。
国の方針として王子として育てられたが、実は女の子。偶然にも竜が知ってしまった（その後とある事故から光も知ってしまう）。後に王妃が男児を妊娠していることが発覚し、王子でいる必要がなくなり姫に戻る事となった。そのため嫁探しのための一時的な来日だったが、改めて女の子として女子の制服を着用し日本に残った。さらには竜と付き合うことになった。
常盤 庵（ときわ いおり）
家族構成：父・母・兄・妹。2-B。学年2位（光と同率）→学年1位（彗と同率）。
常磐大病院の次男。
光達が2年生に進級すると共に、白選館高校に転入して来た。暁が入院した時に庵の妹が隣の病室に入院していた。転入早々光と同率2位になる。努力をしない人間を嫌っており、寄ってきた気に入らない人間には馬鹿が移るなど言い捨てていたため、転入当初は浮いていた。
ある目的から親に認めてもらえる条件として、白選館高校で1位になることを目指しており、結果光よりも先に彗と同率1位を達成した。
白選館高校はバイトが禁止されているため、見つかったら退学だが「夢のため」に隠れてバイトをしており、光の家の近所で一人暮らしをしている。将来の夢は美容師。
最初から光には好意的だったが、仲良くなるにつれて本気で好きになった。彗に様々な手を使って妨害されても諦めないため、激しい敵意を向けられていた。光と勝負をして勝ったらひとつだけ願いを叶えて貰う約束を交わし、彼女になって欲しいと言うつもりだった。そして光も1位も譲らないと彗に宣戦布告したが、彗の光のためにとった行動を見て2人の絆に改めて気がつき、光にはずっと友人でいて欲しいという願いを口にした。
光と組んだ大会で見事優勝したため、チャンスを掴み夢のためにイギリスに渡る事を選び、3年生に進級する前に白選館高校を退学する事になった。病弱な妹がいる。

### 黒泉学園
ハイテクな近代的エリート学校。学園内にショッピングモールや美容室、フードコートなどが設けられており、贅沢な庭園や謎の豪華絢爛サロン（八尋のもの）だけでなく防犯設備なども最新鋭の設備が揃う人気の学校。人気高校ランキングでは白選館を抑え1位に輝いた。
雑賀 八尋（さいが やひろ）
声 - 浪川大輔 / 谷山紀章（幼少期 - 小清水亜美）
7月7日生まれのAB型。家族構成：父・母・弟。好きな食べ物：明が作ったお菓子。彗と明とは幼馴染。高校1年生→3年生。
特徴的なおかっぱ頭でピアスをしている。雑賀財閥子息。
初めて幸せをくれた明を、幼い頃からずっと好きだったが告げる事なく密かに片思いしていた。仲良く遊んでいた子や近づいてくる子が、雑賀家の金目当て・家柄目当てで嫌々仲良くしていただけだと知ってしまい、明にだけは同じ思いをさせたくないと思っていた。そのため明に近寄る庶民は明を傷つける人間だ、と独断で判断し必要以上に過敏になってしまった結果、明にずっと誤解され嫌われていた。取り巻きだけは大勢いるらしい。
そういった経験から友達はいらないと思っていたが、桜とはある事件をきっかけに友達になった。よく2人で計画を立てたり、何かを企んだりして楽しんでいる。
父親が黒泉学園に莫大な献金をしているため、破格の影響力を持っており黒泉学園を牛耳っている。
長らく彗や明とは仲が悪く交流もほとんど途絶えていたが、光をきっかけに再び交流が始まり、関係が少しずつではあるが変化し始めた。光の事も最初は馬鹿にしたり明を呼び寄せ彗をからかうための餌扱いをしていたが、人間性に触れるうちに仲良くなり徐々にSA全員とも絡むようになった。素直でなく、悪ふざけをしたり彗や光をからかうのが特に好き。
他校のため身体的能力や学力の描写が少ないが、あの光の蹴りをなんなく受け止めているため只者ではない。
滝島グループを超えるほどの超金持ちのため、電車などの公共の交通機関を使う事が殆どなく、初めて自動改札機を利用した時は静かに感動していた。
明と宙が付き合い始めた事を知り、宙の明への気持ちが真剣なのか確かめた後は基本2人を見守っている。明が好きなため、芽の純粋な好意に戸惑っていたが、芽の健気な行動に次第に少しずつ惹かれ始める。失恋した時に芽の歌で元気づけられてからは芽の歌がお気に入りで、雑賀家の力を使い芽のためだけにブ・ドー館で大々的なライブを開いた。
牛窪 桜（うしくぼ さくら）
声 - かかずゆみ / 桑谷夏子
12月14日生まれのB型。家族構成：父。好きな食べ物：うなぎ・生クリーム。高校1年生→3年生。
牛窪製薬の令嬢。彗の元見合い相手。父親同士が大学のプロレス同好会所属で先輩・後輩だった縁で見合いをする事になった。
嘘をつく事とごまかしが大嫌い。嘘をついた奴は地獄の果てまで追いつめる事をモットーにしている。恩義や仁義というものを大切にしている。お祭り騒ぎが好きで周りをよく巻き込み楽しんでいる。光と似通った面があり、出会ってすぐに意気投合した。
会社のために理想的な彗と見合いし結婚しようとしていたが、本来のタイプ（王子様みたいな人、小柄で華奢な半ズボンの似合う美少年）そのままである純に出会い、一目惚れしたためその思いは吹き飛ぶ。
緒方 蒼（おがた あおい）
声 - 小野大輔 / 遊佐浩二
8月21日生まれのA型。好きな食べ物：すし。19歳→20歳（21歳）。家族構成：父・母・妹。
几帳面で大人びすぎているため老けて見えるが男前らしい。彗の祖父の優秀な部下で、後にある会社の社長となる。
「放課後☆滝島CLUB」の会長。現在は「放課後☆華園CLUB」の会員でもあるらしい。
彗の次くらいに無表情。明から「"滝島彗"族の匂いがする」と言われている。幼い頃から頭が良く、1度見たものは何でも暗記できたが、小学校ではその頭の良さが妬まれ、クラスメイトから教科書を隠されるなどの嫌がらせを受けていた。放課後、誰もいないトイレでひっそり泣いているような根暗で、普通の人が羨ましかった。しかし自分と同じ世界観を持つ彗と出会い、たった一度だけ微笑みながらかけてくれた言葉によって自分がとても誇らしい存在になった。それ以来、彗の事を心から尊敬しており彗が大好き。そんな彗を守るために、彗をダメにしてしまう光を引き離そうとロンドンから会長の命令でやって来た。実は胃弱体質。
後に彗の言葉の元は光の言葉だったと知り、光を見る目が次第に変わり始める。彗だけでなく、光にも笑顔でいて欲しいと思うようになった。光に惹かれていたようだが、何よりも彗と光の幸せを祈っている。作中後半、素晴らしい仲間と大切な人を手に入れた彗の幸せを壊したくない一心で、誤解される覚悟でSAの邪魔をし続け「ある計画」を成し遂げた。
後にテオからアリサの世話係に指名され、親交を深めたアリサと結婚した。
狩野 菫（かりの すみれ）
声 - 折笠愛 / 田中敦子
宙の母で白選館高校理事（年齢不詳）。黒泉学園の理事夫人に見栄を張ってついた嘘を現実にするため、SAメンバーに「何か凄いアイデアを来週までに持って来い」と注文をするような人。宙曰く「有言実行の女」。SAがめちゃくちゃな事をやり過ぎると、罰と称してお仕置きや課題を実行する。出来なければSAの権利は剥奪するつもりらしい。宙には理事長子息の責任として、学年5位以上をキープする事を約束させている。こちらも出来なければ容赦なく「すまき」の刑に処す。結婚するまで彼氏が切れた事がないほどモテていたらしい。
滝島 暁（たきしま さとる）
声 - 高城元気 / 緒方恵美
彗と翠の父。35歳→36歳（37歳）。旧姓は宇田川。滝島家に婿入りした。暁の方が年下なので姉さん女房。同じ大学の先輩・後輩だったらしい。かなりの童顔で、得意先から「女子高生社長」と呼ばれている。プロレスが好きで光の父と仲が良く、光とは挨拶代わりにプロレス技を掛け合う仲。桜の父は大学の時の先輩で頭が上がらない。昔、彗にプロレス技を見せた時に「すごい」と言われた事が嬉しくて、今でも毎日のトレーニングは欠かさない。光の事を気に入っており、彗と付き合ったと知った時とプロポーズを聞いてしまった時は、喜びちょっとした騒動を巻き起こした。
滝島 翠（たきしま すい）
声 - 疋田由香里 / 清水香里
彗の弟。6-B→中学2年生。小さい頃の彗にそっくり。生意気で喜怒哀楽は激しいが意地っ張り。以前は超人な彗に嫉妬しており嫌っているような態度をしていたが、素直になれないだけだった。光のおかげで今ではかなりのブラコン。彗を愛するあまり、翠のSPに彗の事を観察させており本人もたまに彗の事をこっそり付けているらしい。白選館の中等部に在籍している。
滝島 碧（たきしま みどり）
彗と翠の母。36歳→37歳（38歳）。彗そっくり。仕事が忙しく普段は海外で生活しており、ほとんど日本にいない。昔から手もかからず何もねだらない彗から、おねだりして貰える事を望んでいたが、叶う事はないと諦めていた。そのため彗の代わりに、彗の可愛い彼女にねだられながら買い物するのが夢だったが、結局光によって両方叶える事ができた。可愛いものが好き。
オーストラリアにある自分の家を「オアシス」と呼んでいる。泉の世話係だった久世と2人で住んでいる。泉が存命の頃は要と泉も一緒に住んでいたらしい。泉を看取らなかった要の事を「人殺し」と罵倒していたが、泉の死ぬ間際の本当の気持ちを知り誤解は解けた。
滝島 要（たきしま かなめ）
彗と翠の祖父。滝島グループの会長。普段はロンドンで生活している。彗や蒼のような特別優秀な人間が好きで、一族の中では彗を目にかけている。庶民である光との交際を認めないと、何度も二人を引き離そうとしていた。血も涙もない性格に見えたが、元々は光と似たような性格だったらしい。ある出来事から家族の事を心配しているのに上手に関わる事が出来なくなり、ますます仕事人間になってしまった。実は碧をとても大切にしており、いつも気にかけている。
悲しいすれ違いから、泉の墓参りに行く事が出来なかった。そのため碧からは誤解されて激しく嫌われていたが、彗と光の尽力で関係は改善された。彗と光の交際を反対していたのは、本当は自分が泉を不幸にしたように光もいつか彗を不幸にすると思っていたため。泉が死ぬ間際に恨んでいなかった事を知ると、涙を浮かべ「ごめん」と泉の好きだった「幸せの花」を光に手渡し、彗と光の交際を認めた。
滝島 泉（たきしま いずみ）
彗と翠の祖母。故人。体が弱かったのか若くして病死した。いつも要のために必要以上に無理をしてしまっていた。死ぬ間際、いつも「ごめん」の言葉と一緒に要から贈られていた大好きな「幸せの花」を墓前に植えて欲しい、と信頼していた世話係の久世に遺言として残すが、この事がきっかけで悲しいすれ違いを生んでしまった。要はいつも要のために無理をしてしまっていた泉と、いつも光のために無理をしてしまう彗を重ねていた。
華園 亮（はなぞの あつし）
声 - 市来光弘
光の兄。ある高校の2年3組→卒業。普通が一番だと思っている平和主義者。幼い頃に怒っている時の顔を見た光が気を失ったので、以来滅多に怒らなくなり絡まれても怒らずに流す。だが実は腕っ節はかなり強い。ある事件をきっかけにあだ名が「バーサーカー華園」になったらしい。普通ではない妹を持つため普通の妹に憧れているが、光には甘く大切にしている。父親が仕事により九州に行く事になったが付いて行く事を選んだ。

### その他
雑賀 千歳（さいが ちとせ）
声 - 小清水亜美
八尋の弟、9歳→10歳（11歳）。家族から邪魔だと思われていると思い込むネガティブ少年。初めは貧乏人だと光を嫌っていたが、光の優しさを感じてから懐き始める。竜の事も好き。
テオ・エイプルトン
彗が任される筈だった「ロンドンの会社」の大株主。孫娘のアリサを溺愛しており、彗が日本に居続ける為には、この会社の本社を日本に移す必要があった。日本に移す条件として彼が出した条件の一つが「孫娘の留学先に本社を建てる」事だった。
アリサ・エイプルトン
テオが溺愛する孫娘。15歳（16歳）。彗の元婚約者。一番美味しい食べ物のある国に留学すると言うほど、美味しい食べ物が好きで大食い。彗が留学先を日本にするように日本の食べ物を勧めるが、彼女の一番はメキシコのタコスだった。しかし彗の必死な姿を見て、留学先を日本に決める。男性から好きだと言われたことがなく彗に言ってみてほしいと要求するが、冗談でも光以外には言えないと拒否されて、自分が彗を好きになっていた事と片想いである事を知る。光と彗の絆を見て納得し諦めた。その直後に竜に食べ方が好きと言われて好意を持つようになるが、フィンが女性と知って身を引いた。最終話にて黒泉学園に入学した。後に蒼と結婚した。色恋沙汰に恵まれていなかったが、意外にも登場人物の中で一番早く結婚した。
及川 唯（おいかわ ゆい）
声 - 下屋則子
宙が理事長に嘘をついたため、その尻ぬぐいとして行かされる事になった普通の高校の1年1組の生徒。明と光が入ったクラスの生徒。とある事情から最初は金目当てで明に近づいたが八尋や宙のおかげで本当の友達になり今でも仲良くしている。明に「ま、まさか唯、八尋の事・・・」と言われていたが否定していた。本当の真意は誰も知らない。

## 書籍一覧
コミックス（花とゆめコミックス）
- S・A スペシャル・エー 1 2004年7月25日初版発行 ISBN 4-592-18131-X
- S・A スペシャル・エー 2 2004年12月25日初版発行 ISBN 4-592-18132-8
- S・A スペシャル・エー 3 2005年3月25日初版発行 ISBN 4-592-18133-6
- S・A スペシャル・エー 4 2005年8月25日初版発行 ISBN 4-592-18134-4
- S・A スペシャル・エー 5 2005年11月25日初版発行 ISBN 4-592-18135-2
- S・A スペシャル・エー 6 2006年3月25日初版発行 ISBN 4-592-18136-0
- S・A スペシャル・エー 7 2006年8月25日初版発行 ISBN 4-592-18137-9
- S・A スペシャル・エー 8 2006年11月25日初版発行 ISBN 4-592-18138-7
- S・A スペシャル・エー 9 2007年2月25日初版発行 ISBN 978-4-592-18139-2
- S・A スペシャル・エー 10 2007年7月25日初版発行 ISBN 978-4-592-18140-8
- S・A スペシャル・エー 11 2007年11月25日初版発行 ISBN 978-4-592-18141-5
- S・A スペシャル・エー 12 2008年2月25日初版発行 ISBN 978-4-592-18142-2
- S・A スペシャル・エー 13 2008年4月25日初版発行 ISBN 978-4-592-18143-9
- S・A スペシャル・エー 14 2008年7月25日初版発行 ISBN 978-4-592-18144-6
- S・A スペシャル・エー 15 2008年11月25日初版発行 ISBN 978-4-592-18145-3
- S・A スペシャル・エー 16 2009年3月25日初版発行 ISBN 978-4-592-18146-0
- S・A スペシャル・エー 17 2009年6月25日初版発行 ISBN 978-4-592-18149-1

ファンブック（花とゆめコミックス・スペシャル）
- S・A ファンブック 〜S・@fight!〜 2008年7月25日初版発行 ISBN 978-4-592-18777-6

## まんがDVD
2005年『花とゆめ』5・6・7・8号および、『ザ花とゆめ』2月26日号にて行われた応募者全員サービスDVD。
担当声優はドラマCD版とほぼ同じだが、テレビアニメ版とは異なっている。
「お気楽･極楽アニメDVD」※『花とゆめ』2008年11号付録

## ドラマCD
2007年2月23日、マリン・エンタテインメントより発売。担当声優は一部を除きまんがDVDと同じで、テレビアニメ版とは異なっている。

『ドラマ＆ビジュアルCD』※『花とゆめ』2007年9号付録
- TRACK1 『V・B・ローズ』
- TRACK2 『幸福喫茶3丁目』
- TRACK3 『S・A』
- ビジュアルエクストラ 『学園アリス』（ニンテンドーDS）用デモンストレーション

## テレビアニメ
『S・A〜スペシャル・エー〜』のタイトルで、2008年4月から同年9月まで独立UHF局ほかにて放送された。全24話。放送直前には、特別番組『S・A 放送直前スペシャル ちゃんと予習しなくていいんですか?二位さん』を放送。アニメ第1話のダイジェスト映像（予告）に声優座談会などを交えた構成となっている。DVD第1巻に映像特典として収録。

### スタッフ
- 監督 - 宮尾佳和[1]
- シリーズ構成 - 花田十輝[1]
- キャラクターデザイン・総作画監督 - 中原清隆
- 美術監督 - 杉本あゆみ
- 色彩設計 - 松山愛子[1]
- コンポジットディレクター（撮影監督） - 平林奈々恵
- 編集 - 右山章太
- 音響監督 - 飯田里樹[1]
- 音楽 - 海田庄吾、光永利恵
- プロデューサー - 渡辺隆、川原陽子、吉井敏久、山崎史紀、川村仁
- 制作プロデューサー - 福家日左夫
- アニメーション制作 - GONZO、AIC[1]
- 製作 - 白選館学園高校理事会

### 主題歌
オープニングテーマ
「Special days」（第2話 - 第12話）
作詞 - 小間浩子 / 作曲 - 西賢二 / 編曲 - 光永利恵 / 歌 - 華園光（後藤邑子）with S・A（東堂明（生天目仁美）&山本芽（高垣彩陽））
- 第1話は挿入歌として使用。そのため、OPはなし。

「Gorgeous 4U」（第13話 - 第24話）
作詞 - Bee' / 作曲・編曲 - 上松範康（Elements Garden） / 歌 - 滝島彗（福山潤）、狩野宙（下野紘）、山本純（代永翼）、辻竜（堀江一眞）
エンディングテーマ
「陽だまりのゲート」（第1話 - 第12話、第24話）
作詞 - 武藤亜季 / 作曲 - テリエ、イツ / 編曲 - 光永利恵 / 歌 - 滝島彗（福山潤）、狩野宙（下野紘）、山本純（代永翼）、辻竜（堀江一眞）
「スペシャル☆ギュッとGood luck!」（第13話 - 第23話）
作詞 - Bee' / 作曲・編曲 - 上松範康 / 歌 - 華園光（後藤邑子）、東堂明（生天目仁美）、山本芽（高垣彩陽）

### 各話リスト
| 話数   | サブタイトル       | 脚本       | 絵コンテ          | 演出       | 作画監督                              |
| ------ | ------------------ | ---------- | ----------------- | ---------- | ------------------------------------- |
| 第1話  | 光・彗             | 花田十輝   | 宮尾佳和          | 宮尾佳和   | 小暮昌広、中原清隆                    |
| 第2話  | プライド・プロレス | 柿原優子   | 越智博之          | 山田弘和   | 清水裕輔                              |
| 第3話  | おにぎり・まごころ | 伊藤美智子 | 福田道生          | 仁昌寺義人 | 竹森由加、深沢謙二                    |
| 第4話  | 兄弟・先生         | 与口奈津江 | 影山楙倫          | 遠藤広隆   | 竹森由加、深沢謙二                    |
| 第5話  | 祭り・勝負         | 杉原研二   | 宮尾佳和          | 唐戸光博   | 合田浩章                              |
| 第6話  | 招待状・雑賀邸     | 与口奈津江 | 影山楙倫          | 中島秀剛   | 山本佐和子                            |
| 第7話  | 敏感・鈍感         | 柿原優子   | 木村隆一          | 仁昌寺義人 | 北島信幸、高木春美                    |
| 第8話  | 旅・犬             | 杉原研二   | 福田道生          | 山田弘和   | 猪股雅美                              |
| 第9話  | 別荘・手紙         | 伊藤美智子 | 河本昇悟          | 岩田義彦   | 深沢謙二、竹森由加                    |
| 第10話 | 殿・竜             | 花田十輝   | 飯田崇            | 津田尚克   | サトウミチオ                          |
| 第11話 | 彼女・彼氏         | 杉原研二   | 吉田徹            | 吉田徹     | 純山きあ                              |
| 第12話 | 高熱・情熱         | 柿原優子   | 秋山勝仁          | 仁昌寺義人 | 山本佐和子                            |
| 第13話 | 魔法・友達         | 冨岡淳広   | 福田道生          | 中島秀剛   | 北島信幸、高木晴美                    |
| 第14話 | 守りたい・ごめんね | 冨岡淳広   | 河本昇悟          | 唐戸光博   | 永田正美                              |
| 第15話 | 仁義・上等         | 北条千夏   | 影山楙倫          | 岩田義彦   | 松原豊                                |
| 第16話 | 好き・キス         | 杉原研二   | 遠藤広隆 宮尾佳和 | 山田弘和   | 猪股雅美                              |
| 第17話 | 遠慮・笑顔         | 柿原優子   | 河本昇吾          | 仁昌寺義人 | 原修一                                |
| 第18話 | 東堂・狩野         | 花田十輝   | 吉田徹            | 吉田徹     | 山本佐和子                            |
| 第19話 | 歌声・悪者         | 与口奈津江 | 影山楙倫          | 唐戸光博   | 北島信幸、諸石美雪 村上真紀、梶山浩志 |
| 第20話 | スイッチ・崖っぷち | 北条千夏   | 佐々木奈奈子      | 岩田義彦   | 永田正美                              |
| 第21話 | 敵う・叶う         | 杉原研二   | 河本昇悟          | 山田弘和   | 日下部智津子                          |
| 第22話 | 恋・変             | 柿原優子   | 木村隆一          | 吉田徹     | 中島美子、武本大介                    |
| 第23話 | SA・FA             | 花田十輝   | 宮尾佳和          | 仁昌寺義人 | 猪股雅美                              |
| 第24話 | 華園光・滝島彗     | 花田十輝   | 宮尾佳和          | 宮尾佳和   | 中原清隆                              |

### 放送局
| 放送地域 | 放送局     | 放送期間                | 放送日時           | 放送区分       | 備考             |
| 特別番組 | 特別番組   | 特別番組                | 特別番組           | 特別番組       | 特別番組         |
| -------- | ---------- | ----------------------- | ------------------ | -------------- | ---------------- |
| 千葉県   | チバテレビ | 2008年3月30日           | 日曜 25:30 - 26:00 | 独立UHF局      |                  |
| 神奈川県 | tvk        | 2008年3月31日           | 月曜 23:00 - 23:30 | 独立UHF局      |                  |
| 埼玉県   | テレ玉     | 2008年4月2日            | 水曜 25:30 - 26:00 | 独立UHF局      |                  |
| 大阪府   | テレビ大阪 | 2008年4月4日            | 金曜 25:53 - 26:23 | テレビ東京系列 |                  |
| 愛知県   | テレビ愛知 | 2008年4月4日            | 金曜 26:28 - 26:58 | テレビ東京系列 |                  |
| 本放送   |            |                         |                    |                |                  |
| 千葉県   | チバテレビ | 2008年4月6日 - 9月14日  | 日曜 25:30 - 26:00 | 独立UHF局      |                  |
| 神奈川県 | tvk        | 2008年4月7日 - 9月15日  | 月曜 23:00 - 23:30 | 独立UHF局      |                  |
| 埼玉県   | テレ玉     | 2008年4月9日 - 9月17日  | 水曜 25:30 - 26:00 | 独立UHF局      |                  |
| 大阪府   | テレビ大阪 | 2008年4月11日 - 9月19日 | 金曜 25:23 - 25:53 | テレビ東京系列 |                  |
| 愛知県   | テレビ愛知 | 2008年4月11日 - 9月19日 | 金曜 25:58 - 26:28 | テレビ東京系列 |                  |
| 日本全域 | AT-X       | 2008年4月17日 - 9月25日 | 木曜 11:00 - 11:30 | CS放送         | リピート放送あり |